# Cygnus columbianus bewickii
El cisne chico de Bewick (Cygnus columbianus bewickii) es una de las dos subespecies de cisne chico, distribuida en Europa y Asia. Algunos autores la consideran una especie diferenciada (Cygnus bewickii). Anida en el extremo norte de estos continentes durante la primavera boreal. En otoño, migra hacia regiones más cálidas, donde el invierno no es tan severo.

## Características
El cisne chico es el más pequeño de los cisnes blancos del Hemisferio Norte. Su longitud alcanza los 1,40 metros. Los machos tienen un peso medio de 6,4 kg, con un máximo de 7,8 kg. El peso medio de la hembra es de 5,7 kg.
No hay dimorfismo sexual en el plumaje adulto que es blanco, tiene el pico amarillo en la base, lo cual lo diferencia de otros cisnes, al igual que el tamaño. Esta sección amarilla es bien definida y más extensa que en el cisne silbador, pero no tan grande como en el cisne cantor.

## Distribución
El cisne chico se reproduce en el Ártico y es considerado una subespecie de Cygnus columbianus distribuyéndose por el norte de Rusia desde la Península de Kola al este del Océano Pacífico, mientras que la subespecie C. c. columbianus se distribuye geográficamente por Alaska y Canadá. C. c. bewickii migra vía el Mar Blanco, Estonia, el estuario del Río Elba en invierno en los Países Bajos y las islas británicas. Las poblaciones del este de Rusia de la Península de Taimyr en Siberia invernan en Japón y China; estas fueron también separadas en subespecies diferentes C. c. jankowski, pero no suelen ser aceptadas por muchos autores, tratándolos como C. c. bewickii. C. c. columbianus inverna en la costa de Estados Unidos.